# 吉葉龍志郎
吉葉 龍志郎（よしば りゅうしろう、1979年9月17日 - ）は、日本のアニメーション作家、映像作家、ディレクター。長崎県佐世保市出身、東京造形大学卒業。

## 経歴
長崎県生まれ。長崎県立佐世保南高等学校、東京造形大学を卒業。
幼少期から映画やアニメに興味を持ち、大学在学中から自主制作活動を開始。立体アニメや実写映像の制作、ディレクションを行う。
2011年から松任谷由実コンサートツアーのライブ映像制作に参加。同年、東京工科大学非常勤講師に就任。
2014年からNHK総合テレビジョン「NHK紅白歌合戦」ステージ映像アートディレクターとして参加。
不定期に活動するバンド「HARMONICS HOLIDAY」のギターボーカルを務める。

## 作品

### 2010年
- 4月、アニメーション「モノクロ-Black and White-」 - 制作[3]

### 2011年
- 4月、松任谷由実コンサートツアー2011「Road Show」 - ライブ映像制作[1]
- 4月、東北地方太平洋沖地震募金展覧会「MAGNITUDE NINE」 - アニメーション作品出展[1]

### 2012年
- 1月、NHK（Eテレ）「ふしぎのヤッポ島〜プキプキとポイ」 - アニメーション監督[1][2]
- 6月、池坊全国大会 いけばな特別デモンストレーション - プロジェクションマッピング映像制作[3]

### 2013年
- 4月、フランス・パリで粋ART PROJECT舞台 - プロジェクション映像制作[1]
- 8月、NHK「テクネ 映像の教室」 - ストップモーション、時間操作スタッフ・ピック選出[3]
- 11月、松任谷由実コンサートツアー2013-2014「POP CLASSICO」 - ライブ中映像制作[3]
- 11月、NHK BSプレミアム「死刑台の72時間」 - エンドタイトルアニメーション制作[3]

### 2014年
- 10月、ユーミン×帝劇 「あなたがいたから私がいた」  - 劇中映像制作[4]
- 12月、NHK「第65回NHK紅白歌合戦」 - ステージ映像アートディレクター、プロジェクトマネージャー[3]

### 2015年
- 3月、NHK BSプレミアム・ドラマ「その男、意識高い系。」 - オープニングタイトル制作[5]
- 12月、「YOUFES」にて湯島天満宮にてプロジェクションマッピング - 制作[3]

### 2016年
- 2月、フジテレビオンデマンド NETFLIX「グッドモーニング・コール」 - オープニングタイトル制作[3]
- 12月、NHK「第67回NHK紅白歌合戦」 - アートディレクションチーム[3]

### 2017年
- 3月、カシオ「レッスンポッド」webCM - 演出[3]
- 12月、NHK「第68回NHK紅白歌合戦」 - アートディレクションチーム[3]
- 12月、フジテレビ オトナの土ドラ「オーファン・ブラック 〜七つの遺伝子〜 - ドラマ詳細データ」 - オープニングタイトル制作[6]
- 12月、[鼎音-teion-]　鼎-tei-×吉葉龍志郎 - 演出　※ https:/youtube.com/xnmusORN1lI

### 2018年
- 1月、タリーズ「スノーマンラテ」webCM - 演出[3]
- 4月、読売テレビ/日本テレビ系 木曜ドラマF「ラブリラン」 - オープニングタイトル制作[7]
- 12月、NHK「第69回NHK紅白歌合戦」アートディレクションチーム[3]

### 2020年
- 11月、松任谷由実「知らないどうし」 - ミュージックビデオCGパート制作[3]

### 2021年
- 3月、スモール3 with 松任谷由実「きみのためにSuperman」MV - ジャケットアートディレクション、監督[3]

### 2023年
- 3月、NHK（Eテレ）「それしか ないわけ ないでしょう」 - 監督[8]

### 2024年
- 3月、公益社団法人著作権情報センター（CRIC）「どうすりゃいいんだチョサクケン～ただしくチョサクブツをつかうために～」 - 監督
- 5月28日、アイオケ3ヶ月連続シングル第1弾「i miss U」MV - 監督[9]　※ https://youtube.com/xqkRbXw
- 6月25日、アイオケ3ヶ月連続シングル第2弾「Yami gimme love」MV - 監督[10]　※https://youtube.com/iRgd3T5
- 8月、松任谷由実チャリティシングル「acacia[アカシア]」MV - 監督

## 人物
好きな言葉はアルベルト・アインシュタインの「Imagination is more important than knowledge.」